# Malba
Malba è un dipartimento del Burkina Faso classificato come comune, situato nella provincia di Poni, facente parte della Regione del Sud-Ovest.
Il dipartimento si compone del capoluogo e di altri 34 villaggi: Banipo, Baranguira, Binsèo, Bou, Boura, Daboura-Gantoura, Daboura-Konkoro, Diarra, Dièri, Dossa, Dossa-Badala, Dossa-Borondi, Dounkoura, Godjir, Ipièl, Kamalangora, Kho, Kodjo-Gboro, Kodjo-Sambour, Kodjo-Tioblo, Kpélé, Kponkpon, Malba-Campement, Nanfor, Naradjou, N'guèmpèra, Poyo, Sorombora, Souraguèra, Tassep, Tohèra-Soupèra, Tonora-Djolonkora, Valla e Vavidjou.